# 長泉町立長泉中学校
長泉町立長泉中学校（ながいずみちょうりつ ながいずみちゅうがっこう）は、静岡県駿東郡長泉町下土狩にある公立中学校。
略称は「長中（ながちゅう）」である。

## 概要
- 2021年4月1日現在の全校生徒数は770人である[1]。
- 校訓は、自主・創造・友愛である。

## 沿革
- 1947年（昭和22年）4月1日 - 長泉中学校開校（長泉小学校が仮校舎）
- 1948年（昭和23年）4月1日 - 校舎一部落成
- 1948年（昭和23年）11月5日 - 運動場完成
- 1960年（昭和35年）4月1日 - 長泉町立長泉中学校に校名変更
- 1967年（昭和42年）4月10日 - 完全給食開始
- 1975年（昭和50年）4月1日 - 長泉町立北中学校が分離開校する
- 1990年（平成2年）2月(日付は不明) - 「長中の歌」を「長泉中学校校歌」とする

## 教育目標
同中学校の教育目標は、「『高い』志と『壮大』な夢を抱き　富士山のような凛とした姿で卒業する」である。

## 交通アクセス
- 最寄駅はJR御殿場線下土狩駅から北東に約650m[2]。
- 富士急シティバスがんセンター線/ベックマン・コールター線/駿河平線「沼津信用金庫前」停留所から、徒歩3分
- 長泉町長泉・清水循環バス「沼津信用金庫前」停留所から、徒歩3分

## 部活動
2024年の情報です。取り消し線は廃部
運動部
- 陸上部
- サッカー部
- 男子バレー部
- 女子バレー部
- 男子バスケ部
- 女子バスケ部
- 男子テニス部
- 女子テニス部
- 男子バスケットボール部
- 女子バスケットボール部
- 男子卓球部
- 女子卓球部
- 野球部
- ハンドボール部
- 新体操部
- 水泳部

文化部
- 吹奏楽部
- 美術部
- パソコン部
- 放送部

### 活躍
女子 走幅跳にて全国大会(第42回全日本中学校陸上競技選手権大会)出場2015年
吹奏楽部が静岡県大会の常連校であり2010年には東海大会出場、銅賞を受賞